# Petasina edentula
Petasina edentula е вид коремоного от семейство Hygromiidae.

## Разпространение
Видът е разпространен в Австрия, Германия, Италия, Лихтенщайн, Франция, Чехия и Швейцария.